# I'm waiting 4 you
『I'm waiting 4 you』（アイム ウェイティング フォー ユー）は、GARNET CROWの4枚目のアルバム。2004年12月8日に発売された。

## 解説
先行シングルとして発表された「忘れ咲き」を収録した4thアルバムで、オリコン初登場11位を記録する。但し、これはインディーズアルバムを除きGARNET CROWのワースト記録である。
タイトル『I'm waiting 4 you』の「4」は、4thアルバムであるということ、GARNET CROWのメンバー数が4人であるということの他に、大切なファンであるあなたたちのために（4 you＝for you）作ったアルバムであるということ、というメッセージを含んでいる。

## 収録曲
| 全作詞: AZUKI七、全作曲: 中村由利、全編曲: 古井弘人（特記以外）。 |                                                        |         |            |      |
| #                                                                 | タイトル                                               | 作詞    | 作曲・編曲 | 時間 |
| 1.                                                                | 「夕月夜」                                             | AZUKI七 | 中村由利   | 4:13 |
| 2.                                                                | 「冷たい影」                                           | AZUKI七 | 中村由利   | 5:21 |
| 3.                                                                | 「忘れ咲き」                                           | AZUKI七 | 中村由利   | 4:55 |
| 4.                                                                | 「君を飾る花を咲かそう」                               | AZUKI七 | 中村由利   | 4:12 |
| 5.                                                                | 「U」                                                  | AZUKI七 | 中村由利   | 4:04 |
| 6.                                                                | 「fill away」                                          | AZUKI七 | 中村由利   | 4:04 |
| 7.                                                                | 「僕らだけの未来」                                     | AZUKI七 | 中村由利   | 3:09 |
| 8.                                                                | 「この冬の白さに」                                     | AZUKI七 | 中村由利   | 3:49 |
| 9.                                                                | 「ブルーの森で」                                       | AZUKI七 | 中村由利   | 4:03 |
| 10.                                                               | 「雨上がりのBlue」                                     | AZUKI七 | 中村由利   | 4:28 |
| 11.                                                               | 「picture of world」                                   | AZUKI七 | 中村由利   | 4:00 |
| 12.                                                               | 「Sky 〜new arranged track〜」(編曲: Miguel Sá Pessoa) | AZUKI七 | 中村由利   | 5:13 |
| 13.                                                               | 「君 連れ去る時の訪れを」                              | AZUKI七 | 中村由利   | 4:42 |
| 合計時間:                                                         | 合計時間:                                              | 56:13   |            |      |

## 楽曲について
1. 夕月夜
古典用語で「夕方と夜の間に出る月」を指す。歌詞中には古典的表現が多く目立つ。
2. 冷たい影
3. 忘れ咲き
17thシングル。
4. 君を飾る花を咲かそう
16thシングル。
5. U
6. fill away
7. 僕らだけの未来
15thシングル。
8. この冬の白さに
9. ブルーの森で
10. 雨上がりのBlue
2004年のライブツアー『GARNET CROW live scope 2004 〜君という光〜』で先行披露された。
11. picture of world
12. Sky 〜new arranged track〜
インディーズアルバム『first kaleidscope 〜君の家に着くまでずっと走ってゆく〜』に収録されていた「Sky」のリミックスを収録している。これは初期の頃から応援してくれるファンのために何かスペシャルな気持ちをプレゼントしたいという思いから、インディーズ曲の中でも特に人気の高い「Sky」を収録するに至ったという。
13. 君 連れ去る時の訪れを
最も好きな曲アンケート第3位となった。[1]